# Il pergolato (Gierymski)
Il pergolato (in polacco: W altanie) è un dipinto ad olio, opera del pittore polacco Aleksander Gierymski, appartenente alla corrente artistica del realismo. Datato 1882, è esposto nel Museo Nazionale di Varsavia, in Polonia.

## Descrizione
Il dipinto mostra un gruppo di aristocratici in abiti settecenteschi impegnati in un ritrovo sociale che si svolge in una giornata estiva in un giardino.
Al centro ci sono quattro figure sedute ad un tavolo, impegnate in una conversazione, e una quinta in piedi accanto a loro. Sul tavolo si vedono una tovaglia bianca, tazze e una caraffa di vino.
Sullo sfondo si notano a destra un pergolato e a sinistra un secondo gruppo di figure a un secondo tavolo.
Nell'angolo in basso a sinistra un uomo è chino su una fontana, circondato da diverse piante floreali in vaso.
Il dipinto è realizzato con prevalenza di colori chiari e vivaci che restituiscono l'atmosfera di una giornata estiva e soleggiata.

## Analisi
L'opera, realizzata nel 1882 al ritorno dell'artista da Roma, è considerata il suo primo approccio all'Impressionismo.
Inoltre, era anche un tentativo di affrancarsi dal suo primo periodo artistico, incentrato sulla rappresentazione di scene di vita di poveri, a cui era ancora associato. Voleva anche dimostrare ai critici come la tecnica realista fosse abbastanza versatile da ritrarre soggetti di ogni tipo, compresa l'élite sociale.
Grande attenzione è data ai dettagli e agli abiti dei soggetti, a dimostrare il livello tecnico dell'esecutore.
L'opera è stata paragonata a quelle dei contemporanei impressionisti francesi, in particolare Monet, anche se non è provato che Gierymski avesse già visitato Parigi all'epoca o che conoscesse il loro lavoro.